# مايكل مان (عالم مناخ)
ميخائيل أي. مان (بالإنجليزية: Michael E. Mann) هو عالم فيزياء الأرض أمريكي، ولد في 28 ديسمبر 1965 في أميرست في الولايات المتحدة.
مايكل إيفان مان (مواليد 1965) عالم مناخ أمريكي وعالم جيوفيزيائي، وهو مدير مركز علوم نظام الأرض في جامعة ولاية بنسلفانيا. ساهم مان في الفهم العلمي للتغير المناخي التاريخي بناءً على سجل درجات الحرارة في الألف سنة الماضية. ابتكر تقنيات لإيجاد أنماط في التغير المناخي في الماضي وعزل إشارات المناخ عن البيانات الصاخبة.
استخدم مان- كمؤلف رئيسي لورقة أُنتجت في عام 1998 بالمشاركة مع ريموند إس برادلي ومالكولم كي هيوز- تقنيات إحصائية متقدمة للعثور على الاختلافات الإقليمية في تعمير مناخ على مستوى نصف الأرض على مر السنوات الستمائة الماضية. استخدم نفس الفريق هذه التقنيات في عام 1999، من أجل إعادة التشكيل على مدى الألف عام الماضية (إم بي إتش 99)، والتي أُطلق عليها «مخطط عصا الهوكي» بسبب شكلها.
كان واحدًا من ثمانية مؤلفين رئيسيين لفصل «التقلبات والتغيرات المناخية المرصودة» من تقرير التقييم العلمي الثالث للهيئة الحكومية الدولية المعنية بتغير المناخ، والذي نُشر في عام 2001. وقد سُلّط الضوء على رسم بياني يستند إلى ورقة إم بي إتش 99 في عدة أجزاء من التقرير وحظي بدعاية واسعة. أقرت الهيئة الحكومية الدولية المعنية بتغير المناخ بأن عمله، جنبًا إلى جنب مع العديد من المؤلفين الرئيسيين والمحررين المراجعين الآخرين، ساهم في نيل جائزة نوبل للسلام لعام 2007، والتي فاز بها كل من آل جور والهيئة الحكومية الدولية المعنية بتغير المناخ بالتشارك.
كان مان رئيسًا للجنة المنظمة للأكاديمية الوطنية للعلوم في حدود العلوم في عام 2003 وحصل على عدد من التكريمات والجوائز بما في ذلك اختياره من مجلة ساينتفك أمريكان كواحد من خمسين رائدًا في مجال العلوم والتكنولوجيا في عام 2002. تقلد منصب زميل في الاتحاد الجيوفيزيائي الأمريكي في عام 2012، وحصل على وسام هانز أويشغر من اتحاد علوم الأرض الأوروبي. انتُخب في عام 2013 زميلًا في الجمعية الأمريكية للأرصاد الجوية ومنح مكانة الأستاذ المتميز في كلية علوم الأرض والمعادن في ولاية بنسلفانيا. انتُخب في عام 2017 زميلًا في لجنة التحقق من الشك.
ألّف أكثر من 200 منشور خاضع لاستعراض الأقران، وقد نشر أيضًا أربعة كتب: التنبؤات المتشائمة: فهم الاحتباس الحراري (2008)، وعصا الهوكي وحروب المناخ: برقيات من الخطوط الأمامية (2012)، جنبًا إلى جنب مع المؤلف المشارك توم تولز، وتأثير مادهاوس: كيف يهدد إنكار التغير المناخي كوكبنا ويدمر سياساتنا ويدفعنا إلى الجنون (2016) مع ميغان هربرت، ونوبة الغضب التي أنقذت العالم (2018)، وحرب المناخ الجديدة: الكفاح من أجل استعادة كوكبنا (2021). وصف اتحاد علوم الأرض الأوروبي في عام 2012 سجله في النشر بأنه «رائع بالنسبة لعالم صغير السن نسبيًا». كما أن مان مؤسس مشارك ومساهم في مدونة علم المناخ ريل كلايمت.

## النشأة والحياة الجامعية
ولد مان عام 1965، ونشأ في أميرست في ماساتشوستس، حيث عمل والده أستاذًا للرياضيات في جامعة ماساتشوستس. اهتم في المدرسة بالرياضيات والعلوم والحوسبة، وارتاد في أغسطس 1984 جامعة كاليفورنيا في بيركلي، ليتخصص في الفيزياء مع تخصص ثانٍ في الرياضيات التطبيقية. استخدم في بحثه في السنة الثانية في السلوك النظري للبلورات السائلة طريقة مونت كارلو لتطبيق العشوائية في المحاكاة الحاسوبية. انضم في أواخر عام 1987 إلى فريق بحث تحت إشراف ديديه دي فونتين الذي استخدم نفس منهجية مونت كارلو لدراسة الخصائص فائقة التوصيل لأكسيد نحاس الإيتريوم الباريوم، ونمذجة التحولات بين المراحل المنتظمة والمراحل المضطربة. تخرج مع مرتبة الشرف في عام 1989 بدرجة بكالوريوس في الرياضيات والفيزياء التطبيقية.

### الدكتوراه والدراسات العليا
التحق مان بجامعة ييل، عازمًا الحصول على درجة الدكتوراه في الفيزياء، وحصل على ماجستير علوم وماجستير فلسفي في الفيزياء في عام 1991. اهتمّ بالفيزياء النظرية للمادة المكثفة، لكنه وجد نفسه مدفوعًا نحو عمل أشباه الموصلات المفصلة. تطلّع إلى خيار الدورات التدريبية في مجال موضوع أوسع وأوكل إليه مشرف الدكتوراه باري سالتزمان موضوع نمذجة وبحوث المناخ. أمضى صيف عام 1991 في تجربة ذلك عندما ساعد باحث ما بعد دكتوراه في محاكاة فترة ذروة احترار العصر الطباشيري عندما كانت مستويات ثاني أكسيد الكربون عالية، إذ أشارت الحفريات إلى أن معظم الاحترار كان في القطبين، مع القليل من الاحترار في المناطق المدارية. انضم مان بعد ذلك إلى قسم الجيولوجيا والجيوفيزياء بجامعة ييل، وحصل على درجة الماجستير في الجيولوجيا والجيوفيزياء في عام 1993. ركز بحثه على التباين الطبيعي والتذبذبات المناخية.
عمل مع خبير الزلازل جيفري بارك، وكيّف بحثهما المشترك طريقة إحصائية طُورت لتحديد التذبذبات الزلزالية للعثور على فترات دورية مختلفة في سجل درجات الحرارة، إذ كان أطولها حوالي 60-80 عامًا.
توصلت ورقة مان وبارك البحثية والتي نُشرت في ديسمبر 1994 إلى استنتاجات مشابهة لتلك التي توصلت إليها دراسة طُورت بالتوازي باستخدام منهجية مختلفة ونشرت في يناير من ذلك العام، والتي وجدت ما سمي لاحقًا بالتذبذب الأطلسي متعدد العقود.
شارك مان في عام 1994 كطالب دراسات عليا في ورشة العمل الافتتاحية لمشروع الإحصاء الجيوفيزيائي التابع للمركز الوطني لأبحاث الغلاف الجوي، والذي يهدف إلى تشجيع التعاون النشط بين الإحصائيين وعلماء المناخ وعلماء الغلاف الجوي. شارك في ذلك إحصائيون بارزون، مثل غريس وهبا وآرثر ديمبستر.
التقى مان أثناء إنهائه لأبحاث الدكتوراه بأستاذ علوم المناخ في جامعة ماساتشوستس في أميرست ريموند إس برادلي وبدأ بحثه بالتعاون معه ومع بارك. استخدم بحثهم البيانات البديلة للمناخ القديم من أعمال برادلي السابقة والأساليب التي طورها مان مع بارك، للعثور على التذبذبات في سجلات الوسيط الأطول. نُشر بحث «التذبذبات المناخية العالمية بين العقود وعلى نطاق القرن خلال القرون الخمسة الماضية» بواسطة نيتشر في نوفمبر 1995.
أثارت دراسة أخرى أجراها مان وبارك قضية تقنية بسيطة مع نموذج مناخي حول التأثير البشري على التغير المناخي، ونُشر ذلك في عام 1996. وقد أشاد معارضو العمل المناخي بهذه الورقة في سياق الجدل حول تقرير التقييم الثاني للهيئة الحكومية الدولية المعنية بتغير المناخ، كما ادعت منظمة إكيورسي إن ميديا المحافِظة أنه لم يُعلن عنها بسبب التحيز الإعلامي.
دافع مان عن أطروحة الدكتوراه الخاصة به حول دراسة التفاعل بين المحيط والغلاف الجوي والتغيرات منخفضة التردد في نظام المناخ في ربيع عام 1996، وحصل على جائزة فيليب إم أورفيل لأطروحته المتميزة في علوم الأرض في السنة التالية. حصل على درجة الدكتوراه في الجيولوجيا والجيوفيزياء عام 1998.

## وصلات خارجية
- الموقع الرسمي
- ميخائيل إي. مان على موقع IMDb (الإنجليزية)
- ميخائيل إي. مان على موقع مونزينجر (الألمانية)
- ميخائيل إي. مان على موقع ميوزك برينز (الإنجليزية)
- ميخائيل إي. مان على موقع إن إن دي بي (الإنجليزية)
- ميخائيل إي. مان على موقع قاعدة بيانات الفيلم (الإنجليزية)